# Nomophila corticalis
Nomophila corticalis là một loài bướm đêm thuộc họ Crambidae. Nó được tìm thấy ở đảo Christmas và hầu hết Úc, bao gồm Lãnh thổ Thủ đô Úc, New South Wales, Queensland, Nam Úc và Victoria.
Sải cánh dài khoảng 20 mm. Con trưởng thành có cánh với các đốm màu nâu bất định.
Ấu trùng của chúng được nuôi dưỡng trên lá của các thực vật Họ Đậu, Họ Cúc và Họ Rau Răm .